# Charles le Jeune
 (novembre 2018).
Si vous disposez d'ouvrages ou d'articles de référence ou si vous connaissez des sites web de qualité traitant du thème abordé ici, merci de compléter l'article en donnant les références utiles à sa vérifiabilité et en les liant à la section « Notes et références ».
Charles le Jeune, né vers 772 et mort le 4 décembre 811, est le deuxième fils de Charlemagne et le premier par sa troisième épouse, Hildegarde de Vintzgau. Il reçoit le titre de roi des Francs en 781. Jamais marié, il meurt sans postérité avant son père. 

## Biographie
Lorsque Charlemagne divise son empire entre ses fils en 781, son fils Charles est désigné roi des Francs. Son demi-frère aîné, Pépin le Bossu, est déshérité, et ses frères cadets Carloman (sous le nom de Pépin) et Louis reçoivent respectivement l'Italie et l'Aquitaine.
Charles est principalement préoccupé par les Bretons, avec qui il a une frontière commune, et qui se soulèvent au moins en deux occasions, facilement maîtrisées. Il est également envoyé à plusieurs reprises contre les Saxons. Toutefois, le père de Charles lui survit, et le royaume franc passe donc à son frère cadet Louis le Pieux, Pépin étant également mort.
Vers 789, Charlemagne suggère que Charles épouse une fille d'Offa de Mercie (peut-être Ælfflæd). Celui-ci refuse que le mariage ait lieu si Berthe, la fille de Charlemagne, n'est pas fiancée en même temps à son propre fils Ecgfrith. Offensé, Charlemagne rompt les négociations et ferme ses ports aux commerçants anglais. Par la suite, des relations normales sont rétablies entre la Mercie et l'empire carolingien, dont les ports sont rouverts. Quelques années plus tard, en 796, Charlemagne et Offa concluent le premier traité commercial connu de l'histoire anglaise.

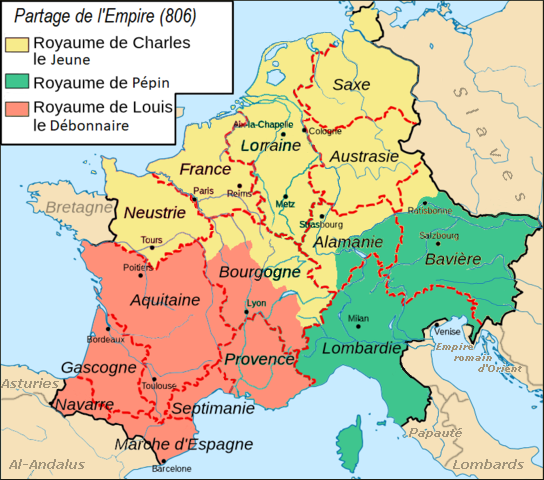
Projet de partage de l'Empire carolingien en 806.

Charlemagne associe Charles au gouvernement de Francie et de Saxe en 790, et l'installe comme dirigeant du ducatus Cenomannicus (correspondant au futur comté du Maine), avec le titre de roi. Charles est couronné roi des Francs à Rome le 25 décembre 800, le jour même où son père est couronné empereur.
Charles meurt d'une attaque le 4 décembre 811. Il ne laisse pas d'enfants.